# 本多大夢
本多大夢（日语：／ Honda Hiromu，2000年7月10日—），是日本男藝人，男性音樂組合ROIROM的成員。出身於神奈川縣。
他幼時因卡拉OK而萌生對音樂、唱歌的興趣。他接觸的音樂類型廣泛，也會自己寫歌。
2021年時，他参加日本生存選秀節目《PRODUCE 101 JAPAN 第二季》，最終獲得第83名 。
他是EXPG的練習生，2023年，與同一間藝能事務所的西山智樹、濱川路己（日語：滨川路己）以「貓眼三兄弟」的團名一同参加中國選秀節目《亞洲超星團》，最终排名第44名。而他因此學習中文，曾發表過學習中文、唱中文歌的影片。
2024年，參加Netflix試鏡節目《Timelesz project》，進入決賽。在第三次審查中，他負責演唱嵐的〈Monster〉，擔任的是原曲中大野智演唱的獨唱段落前半部分。當時受到聲樂老師宮本美季的評價為「很有歌唱的情感」，36人中獲得第7名、第4次審查第6名、第5次審查他擔任演出〈New phase〉的 team KIKUCHI 的隊長，獲得第7名；在決賽兩首課題曲中皆擔任高音部分。在審查正式舞台上，於《Rock this Party》一曲中，他邊唱邊激烈舞動時，因轉身太有力，導致項鍊勾住了麥克風。然而他在瞬間就做出了解開的判斷，冷靜地處理了突發狀況，接著若無其事地繼續演唱，展現出極高的應變能力。另一首《RUN》中，在與猪俣周杜對唱的片段裡，面對流著淚、伸出手來的猪俣，他主動握住了對方的手，甚至出於衝動地將對方擁入懷中並繼續演唱。
2025年5月8日，與同為「貓眼三兄弟」的濱川路己（日語：滨川路己）組成雙人男子音樂組合ROIROM（ロイロム） ，正式出道。

## 人物
- 興趣：作詞作曲 、彈吉他、咖啡店巡禮[8]
- 喜好：散步、肌肉訓練[8]
- 喜歡的食物：蛋包飯、壽司、卡士達製品[8]
- 特技：知道很多貓的小知識[8]

## 出演

### 電視節目
- 《亞洲超星團》（2023年，無綫電視與STAR China共同制作）[10]
- 《timelesz project》（2024年，Netflix）[10]
- 《THE突破ファイル2時間スペシャル》（2025年 5月 22日 晚上7點，日本電視台)[11]
- 『あざとくて何が悪いの?』スタジオゲスト（2025年6月19日、テレビ朝日）[12]
- 『THE 世代感』ゲスト（2025年6月22日、テレビ朝日）[13]

### MV
- 《Specter to Zombie》（ORANGE RANGE，2024年3月10日）[14]

### 雜誌、電子媒體
- 『SPUR』（2025年5月8日、集英社・WEB版）「本多大夢、濱川路己以團體形式開始活動。媒體首次亮相的【ROIROM（ロイロム）】，獨家專訪！」[1]
- 『VoCE』7月号(2025年5月22日、講談社）(通常版、增刊、特別版)「SUPER PEOPLE」[15]
- 『美的』8月号(2025年6月20日、集英社）[16]
- 『ar』7月号(2025年6月12日、集英社）[17]

### 廣告
- 花王「エッセンシャル」（2025年6月、WebCM）[18]

## 音樂作品
- 《Day and Night》於 2024 年 1 月 27 日首次公開，他在 Instagram 上分享了這首作品的片段。 本人親自作詞作曲，並參與混音。